# Meristogenys jerboa
Meristogenys jerboa là một loài ếch trong họ Ranidae. Chúng là loài đặc hữu của Malaysia.
Các môi trường sống tự nhiên của chúng là các khu rừng ẩm ướt đất thấp nhiệt đới hoặc cận nhiệt đới và sông.